# مؤثر فيه
المُؤَثَّر فيه (بالإنجليزية: Operand)‏ هو عنصر العملية الحسابية، أو هو الكمية التي تعتمد عليها العملية الحسابية.

## مثال
تظهر المسألة الحسابية التالية الموثر فيه والمؤثر الحسابي:
- 3+6=9

في المثال السابقي فإن المؤثر فيه (6) هو أحد الكميتين المدخلتين وعلامة (+) هي رمز المؤثر الحسابي وتدل علي الجمع، وأُلحق بالمؤثر المؤثَّر فيه الآخر (3).
وبالتالي فإن المؤثر فيه يمكن تعريفه بأنه أحد كميات الإدخال والتي تعتمد عليها العملية الحسابية.